# Liste du patrimoine immobilier classé de Braine-le-Comte
Cette page regroupe l'ensemble du patrimoine immobilier classé de la ville belge de Braine-le-Comte.
| Objet | Année de construction / Architecte | Adresse                                                     | Section communale                                    | Coordonnées                      | Numéro d’inventaire | Illustration |
| --- | ---------------------------------- | ----------------------------------------------------------- | ---------------------------------------------------- | -------------------------------- | ------------------- | --- |
| Site formé par le massif forestier dit bois de la Houssière |                                    |                                                             | Braine-le-Comte, Henripont, Ronquières et Hennuyères | 50° 37′ 15″ nord, 4° 10′ 32″ est | 55004-CLT-0001-01   | Site formé par le massif forestier dit bois de la Houssière |
| 4 tombelles protohistoriques |                                    |                                                             | La Houssière                                         | 50° 37′ 13″ nord, 4° 11′ 56″ est | 55004-CLT-0002-01   | Image manquanteTéléverser |
| Ancienne église des Dominicains | 1627                               | Rue de Mons                                                 | Braine-le-Comte                                      | 50° 36′ 35″ nord, 4° 08′ 07″ est | 55004-CLT-0003-01   | Ancienne église des Dominicains |
| Église Saint-Géry de Braine-le-Comte |                                    | Rue de Bruxelles                                            | Braine-le-Comte                                      | 50° 36′ 46″ nord, 4° 08′ 13″ est | 55004-CLT-0004-01   | Église Saint-Géry de Braine-le-Comte |
| Ancien Hôtel de ville, dit Hôtel d'Arenberg (façade principale et toiture avant), Grand-Place, n° 41                                                                                              |                                    | Grand-Place                                                 | Braine-le-Comte                                      | 50° 36′ 38″ nord, 4° 08′ 12″ est | 55004-CLT-0005-01   | Ancien Hôtel de ville, dit Hôtel d'Arenberg (façade principale et toiture avant), Grand-Place, n° 41                                                                                              |
| Château de Salmonsart et ses abords (S), chaussée de Mons, n° 128-130 |                                    | Chaussée de Mons n° 128-130                                 | Braine-le-Comte                                      | 50° 35′ 32″ nord, 4° 05′ 54″ est | 55004-CLT-0006-01   | Château de Salmonsart et ses abords (S), chaussée de Mons, n° 128-130 |
| Les vestiges des anciens remparts de la ville de Braine-le-Comte, à savoir les trois tours semi-circulaires sises dans la ruelle Larcée et une autre tour semi-circulaire sise rue des Bas-Fossés |                                    | Ruelle Larcée, Rue des Bas-Fossés                           | Braine-le-Comte                                      | 50° 36′ 37″ nord, 4° 08′ 19″ est | 55004-CLT-0007-01   | Les vestiges des anciens remparts de la ville de Braine-le-Comte, à savoir les trois tours semi-circulaires sises dans la ruelle Larcée et une autre tour semi-circulaire sise rue des Bas-Fossés |
| Ensemble formé par l'église Saint-Géry et son mur de clôture |                                    | Rue des Combattants                                         | Ronquières                                           | 50° 36′ 32″ nord, 4° 13′ 17″ est | 55004-CLT-0010-01   | Ensemble formé par l'église Saint-Géry et son mur de clôture |
| L'église Saint-Martin |                                    | Chemin de Horlebecq                                         | Steenkerke                                           | 50° 38′ 33″ nord, 4° 04′ 09″ est | 55004-CLT-0012-01   | L'église Saint-Martin |
| Gare SNCB (façades et toitures) (M) et rangée d'arbres qui la borde, Place René Branquart (S) | 1841                               | Place René Branquart                                        | Braine-le-Comte                                      | 50° 36′ 21″ nord, 4° 08′ 18″ est | 55004-CLT-0014-01   | Gare SNCB (façades et toitures) (M) et rangée d'arbres qui la borde, Place René Branquart (S) |
| Kiosque, Grand-Place |                                    | Grand-Place                                                 | Braine-le-Comte                                      | 50° 36′ 38″ nord, 4° 08′ 09″ est | 55004-CLT-0016-01   | Kiosque, Grand-Place |
| Chapelle Notre-Dame du Refuge |                                    | Rue de Turenne, n° 1 (M) et alentours (S)                   | Steenkerque                                          | 50° 38′ 13″ nord, 4° 04′ 09″ est | 55004-CLT-0017-01   | Image manquanteTéléverser |
| Chapelle Notre-Dame de Grâce (M) et alentours (S) | 1701                               | Croisement Rue d'Henripont - Chemin du Domaine de Combreuil | Henripont                                            | 50° 35′ 54″ nord, 4° 11′ 24″ est | 55004-CLT-0018-01   | Chapelle Notre-Dame de Grâce (M) et alentours (S) |
| Ancien couvent des Dominicains: façades et toitures (M) ainsi que l'ensemble formé par ces constructions et abords (S)                                                                            | 1637                               | Rue de Mons                                                 | Braine-le-Comte                                      | 50° 36′ 34″ nord, 4° 08′ 08″ est | 55004-CLT-0013-01   | Ancien couvent des Dominicains: façades et toitures (M) ainsi que l'ensemble formé par ces constructions et abords (S)                                                                            |
| La façade, la toiture et la machinerie arrière du moulin hydraulique dénommé Moulin de Cambron et d'Arenberg (M); alentours et bief du cours d'eau situé à l'arrière du bâtiment (S)              |                                    | Croisement Place de Ronquières - Rue de Chenu               | Ronquières                                           | 50° 36′ 29″ nord, 4° 13′ 16″ est | 55004-CLT-0019-01   | La façade, la toiture et la machinerie arrière du moulin hydraulique dénommé Moulin de Cambron et d'Arenberg (M); alentours et bief du cours d'eau situé à l'arrière du bâtiment (S)              |
| Façade avant et totalité de la toiture, y compris les chassis, boiseries, ferronneries de la maison Art Nouveau sise rue Henri Neuman, n°51                                                       | 1903                               | Rue Henri Neuman n°51                                       | Braine-le-Comte                                      | 50° 36′ 36″ nord, 4° 08′ 22″ est | 55004-CLT-0020-01   | Façade avant et totalité de la toiture, y compris les chassis, boiseries, ferronneries de la maison Art Nouveau sise rue Henri Neuman, n°51                                                       |
| Chapelle du Bon Dieu de Pitié (M) ainsi que le rocher dit du Chenu (S) | 1553                               | Rue Godart                                                  | Ronquières                                           | 50° 36′ 29″ nord, 4° 13′ 34″ est | 55004-CLT-0021-01   | Chapelle du Bon Dieu de Pitié (M) ainsi que le rocher dit du Chenu (S) |
| Les Argilières désaffectées au lieu-dit le Grand Bois à Hennuyères |                                    |                                                             | Hennuyères                                           | 50° 39′ 03″ nord, 4° 11′ 27″ est | 55004-CLT-0022-01   | Image manquanteTéléverser |
| La sablonnière du Planois à Hennuyères (extension bois de la Houssière) |                                    |                                                             | Hennuyères                                           | 50° 37′ 46″ nord, 4° 11′ 05″ est | 55004-CLT-0023-01   | Image manquanteTéléverser |
| Façade avant et totalité de la toiture, y compris les chassis, boiseries, ferronneries de la maison Art Nouveau sise rue Henri Neuman, n°53                                                       | 1904                               | Rue Henri Neuman n°53                                       | Braine-le-Comte                                      | 50° 36′ 36″ nord, 4° 08′ 23″ est | 55004-CLT-0024-01   | Façade avant et totalité de la toiture, y compris les chassis, boiseries, ferronneries de la maison Art Nouveau sise rue Henri Neuman, n°53                                                       |
| Façade avant et totalité de la toiture, y compris les chassis, boiseries, ferronneries de la maison Art Nouveau sise rue Henri Neuman, n°55                                                       |                                    | Rue Henri Neuman n°55                                       | Braine-le-Comte                                      | 50° 36′ 36″ nord, 4° 08′ 23″ est | 55004-CLT-0025-01   | Façade avant et totalité de la toiture, y compris les chassis, boiseries, ferronneries de la maison Art Nouveau sise rue Henri Neuman, n°55                                                       |
| Façade avant et totalité de la toiture, y compris les chassis, boiseries, ferronneries de la maison Art Nouveau sise rue Henri Neuman, n°57                                                       |                                    | Rue Henri Neuman n°57                                       | Braine-le-Comte                                      | 50° 36′ 36″ nord, 4° 08′ 23″ est | 55004-CLT-0026-01   | Façade avant et totalité de la toiture, y compris les chassis, boiseries, ferronneries de la maison Art Nouveau sise rue Henri Neuman, n°57                                                       |
| Façade avant et totalité de la toiture, y compris les chassis, boiseries, ferronneries de la maison Art Nouveau sise rue Henri Neuman, n°59                                                       |                                    | Rue Henri Neuman n°59.jpg                                   | Braine-le-Comte                                      | 50° 36′ 36″ nord, 4° 08′ 23″ est | 55004-CLT-0027-01   | Façade avant et totalité de la toiture, y compris les chassis, boiseries, ferronneries de la maison Art Nouveau sise rue Henri Neuman, n°59                                                       |
| Façade avant et totalité de la toiture, y compris les chassis, boiseries, ferronneries de la maison Art Nouveau sise rue Henri Neuman, n°61                                                       |                                    | Rue Henri Neuman n°61                                       | Braine-le-Comte                                      | 50° 36′ 36″ nord, 4° 08′ 24″ est | 55004-CLT-0028-01   | Façade avant et totalité de la toiture, y compris les chassis, boiseries, ferronneries de la maison Art Nouveau sise rue Henri Neuman, n°61                                                       |
| Façade avant et totalité de la toiture, y compris les chassis, boiseries, ferronneries de la maison Art Nouveau sise rue Henri Neuman, n°63                                                       |                                    | Rue Henri Neuman n°63                                       | Braine-le-Comte                                      | 50° 36′ 37″ nord, 4° 08′ 24″ est | 55004-CLT-0029-01   | Façade avant et totalité de la toiture, y compris les chassis, boiseries, ferronneries de la maison Art Nouveau sise rue Henri Neuman, n°63                                                       |